# 阿木尔镇
阿木尔镇，原名劲涛镇，是中国黑龙江省大兴安岭地区漠河市下辖的一个行政建制镇，位于漠河县东部，额木尔河畔。
2011年7月15日，黑龙江省民政厅批复同意将劲涛镇更名为阿木尔镇。

## 行政区划
截止2015年，阿木尔镇辖1个社区：
阿木尔社区。